# Leopoldina de Sternberg
Maria Leopoldina Valburga Eva de Sternberg (em alemão:  Maria Leopoldine Walburga Eva; Viena, 11 de janeiro de 1733 — Feldsberg, 27 de junho de 1809) foi princesa consorte de Liechtenstein pelo seu casamento com Francisco José I de Liechtenstein.

## Família
Leopoldina foi a primeira filha e segunda criança nascida do conde Francisco Filipe de Sternberg e da condessa Leonor Leopoldina de Starhemberg. Os seus avós paternos eram Francisco Damião de Sternberg e Maria Josefa de Trauttmansdorff-Weinsberg. Os seus avós maternos eram o conde Conrado Sigismundo de Starhemberg e Maria Leopoldina de Löwenstein-Wertheim-Rochefort.
Ela teve três irmãos: João Francisco Cristiano Filipe, marido de Augusta Doroteia de Manderscheid; Maria Josefa, esposa de Carlos Borromeu Egon de Fürstenberg, e Sofia, esposa de João Vicente de Waldstein.

## Biografia
No dia 6 de julho de 1750, aos dezessete anos, a jovem casou-se com o príncipe Francisco José I, de vinte e três. Ele era filho de Emanuel de Liechtenstein e de Maria Ana Antônia de Dietrichstein-Weichselstädt.
O casal teve oito filhos, cinco meninos e três meninas.
A princesa Leopoldina fazia parte de um grupo de discussão política, que agiam como conselheiras do imperador José II do Sacro Império Romano-Germânico. O salão era liderado por Leonor de Liechtenstein, e composto pelas princesa Maria Josefa de Clary-Aldringen e Maria Sidônia de Kinsky von Wchinitz und Tettau, além do conde Franz Moritz von Lacy e do príncipe Francisco Wolfgang de Orsini-Rosenberg.
Após a morte de seu marido, em 18 de agosto de 1781, ela passou a morar com sua filha mais nova, Maria Josefa Hermenegilda, em Hütteldorf, atual distrito de Viena.
Leopoldina faleceu em Feldsberg, atual Valtice, na República Checa, no dia 27 de junho de 1809, aos 76 anos de idade. Foi enterrada na Igreja paroquial de Hütteldorf.

## Descendência
- José Francisco de Paula Emanuel Filipe Isaías de Liechtenstein (6 de julho de 1752 – 17 de fevereiro de 1754);
- Leopoldina de Liechtenstein (30 de janeiro de 1754 – 16 de outubro de 1823), foi esposa do conde Carlos Emanuel de Hesse-Rotemburgo, com quem teve dois filhos;
- Maria Antônia Aloísia Valburga Matilde de Liechtenstein (14 de março de 1756 – 1 de dezembro de 1821), foi uma freira;
- Francisco de Paula José de Liechtenstein (19 de maio de 1758 – 15 de agosto de 1760);
- Aloísio I de Liechtenstein (14 de maio de 1759 – 24 de março de 1805), sucessor do pai. Foi marido de Carolina de Manderscheid-Blankenheim, mas não teve filhos;
- João I José de Liechtenstein (26 de junho de 1760 – 20 de abril de 1836), sucessor do irmão. Foi casado com Josefa de Fürstenberg-Weitra. Teve descendência;
- Filipe José Aloísio Martiniano de Liechtenstein (2 de julho de 1762 – 18 de maio de 1802), foi marido de Marie Emilie Contat;
- Maria Josefa Hermenegilda de Liechtenstein (13 de abril de 1768 – 8 de agosto de 1845), foi esposa de Nicolaus, 7.° Príncipe Esterházy de Galántha, com quem teve filhos.